# 蔚山広域市無形文化財
蔚山広域市無形文化財（ウルサンこういきし むけいぶんかざい）は、大韓民国の文化遺産保護制度で、市道指定文化財の一つ。上位の国家指定文化財に指定されていない無形文化財の中で保存価値が認められるものを対象として蔚山市が条例により指定する。

## 蔚山広域市無形文化財一覧
| 番号    | 登録名       | 所在地 |
| ------- | ------------ | ------ |
| 第001号 | 粧刀の匠     | 中区   |
| 第002号 | 日山洞堂祭   | 東区   |
| 第003号 | 毛筆の匠     | 中区   |
| 第004号 | 蔚山甕器の匠 | 蔚州郡 |